# Aytekin Akkaya
Aytekin Akkaya (Erzurum, 2 febbraio 1943) è un attore, sceneggiatore e regista turco.

## Biografia
Akkaya nasce a Erzurum nel 1943. La sua carriera ha inizio dopo essere apparso in due film nel ruolo di protagonista dopo l'abbandono del set di un altro film avvenuto nel 1964. Nel 1969 prende parte al film del regista britannico Peter Collinson Al soldo di tutte le bandiere girato in gran parte in Turchia insieme a Tony Curtis e Charles Bronson. Le riprese iniziarono a Ügrüp e finirono a Istanbul. Nello stesso anno recita in Malkoçoglu - Cem Sultan film che parla della famiglia Malkocoglu. Nel 1973 interpreta una versione turca di Capitan America nel film 3 Dev Adam. Il ruolo più noto di Akkaya è quello dell'astronauta Alì nel film Dünyayı Kurtaran Adam insieme a Cüneyt Arkın nel 1982. Nel 1984 appare nel film italiano I sopravvissuti della città morta. Ha ricevuto l'offerta di lavorare a Hollywood dal regista Anthony M. Dawson ma non poteva accettare perché non sapeva abbastanza inglese. Ha lavorato anche come regista e sceneggiatore.

## Filmografia
- Kötü Kader, regia di Nisan Hancer (1969)
- Al soldo di tutte le bandiere, regia di Peter Collinson (1970)
- Malkoçoglu - Cem Sultan, regia di Remzi Aydın Jöntürk (1970)
- Ölüler Konuşmaz ki, regia di Yavuz Yalınkılıç (1970)
- 3 Dev Adam, regia di T. Fikret Uçak (1973)
- Hakanlar Çarpışıyor, regia di Natuk Baytan (1977)
- Dünyayı Kurtaran Adam, regia di Çetin İnanç (1982)
- I sopravvissuti della città morta, regia di Antonio Margheriti (1984)
- Kanca, regia di Melih Gülgen (1986)
- Son Kahramanlar, regia di Cüneyt Arkın (1987)
- İnsan Avciları, regia di Aykut Düz (1987)
- Kurtlar Geceyi Sever, regia di Kunt Tulgar (1988)